# Иляксазское сельское поселение
Иляксазское се́льское поселе́ние (Илексаз авыл җирлеге) — муниципальное образование в Сармановском районе Татарстана Российской Федерации.
Административный центр — село Иляксаз.

## История
Иляксазовский сельский Совет был организован в 1922 году. В состав сельского Совета вошли деревни: Иляксаз, Иганя-Баш. В 1923 году вдоль берега реки Иганя разместились 90 хозяйств. В 1924 году в д. Иганя-Башево был создан отдельный сельский совет. В 1931 году он был объединен с Иляксазовским сельсоветом. 1954 году д. Муртыш-Баш объединили с Иляксазовским сельсоветом. В 1959 году Иляксазовский сельсовет объединился с Сармановским сельским советом, а 1967 году вновь образовался Иляксазовский сельский совет. В 1995 году был переименован на Иляксазовский Совет местного самоуправления Сармановского района. В состав сельского поселения входят село Иляксаз, Муртыш Баш, Иганя-Баш. С 2006 года переименован Илясазским сельским поселением.
Статус и границы сельского поселения установлены Законом Республики Татарстан от 31 января 2005 года № 39-ЗРТ Законом Республики Татарстан от 31 января 2005 года № 39-ЗРТ «Об установлении границ территорий и статусе муниципального образования "Сармановский муниципальный район" и муниципальных образований в его составе».

## Население
| 2010 | 2011 | 2012 | 2013 | 2014 | 2015 | 2016 |
| ---- | ---- | ---- | ---- | ---- | ---- | ---- |
| 789  | ↘787 | ↘780 | ↘769 | ↗775 | ↘765 | ↘756 |
| 2017 | 2018 |      |      |      |      |      |
| ↗772 | ↘744 |      |      |      |      |      |

## Состав сельского поселения
| № | Населённый пункт | Тип населённого пункта       | Население |
| - | ---------------- | ---------------------------- | --------- |
| 1 | Иганя-Баш        | деревня                      | ↘65       |
| 2 | Иляксаз          | село, административный центр |           |
| 3 | Муртыш Баш       | деревня                      |           |